# 鴨島町中島
鴨島町中島（かもじまちょうなかじま）は、徳島県吉野川市の大字。2010年10月1日現在の人口は483人、世帯数は171世帯。郵便番号は〒776-0004。

## 地理
吉野川市の東部に位置。東を鴨島町内原、南東を鴨島町内原、南を鴨島町森藤、西を鴨島町飯尾、北を鴨島町喜来と接する。
旧鴨島町の中心地から、東南方に隣接したL字型の平坦な地域で、狭い農村地帯である。
地内は国道192号が東西に通り、国道のすぐ南側を麻名用水の北幹線が東流している。地内の南部も同用水の南幹線が東流し、用水と並行して飯尾川が東に流れる。

### 河川
- 飯尾川
- 麻名用水

### 小字
- 戎野
- 大止
- 桑ノ内
- 澤
- 谷ノ上
- 豊郷
- 中筋
- 東原
- 福井
- 松元

## 歴史
- 2004年（平成16年）10月1日 - 麻植郡鴨島町が川島町・山川町・美郷村と合併して吉野川市となり、現在の町名となる。

## 施設
- 諏訪神社

## 交通

### 道路
国道
- 国道192号

都道府県道
- 徳島県道239号牛島上下島線
- 徳島県道240号西麻植下浦線